# Endgame (2009)
Endgame is een Britse historisch dramafilm uit 2009, geregisseerd door Pete Travis en is gebaseerd op het boek The Fall of Apartheid uit 2000 van Robert Harvey. In 2009 won de film een Peabody Award.

## Verhaal
De film toont de laatste dagen van het apartheidsregime, met de nadruk op geheime onderhandelingen tussen het Afrikaans Nationaal Congres (ANC) en de Nasionale Party (NP) bemiddeld door de Britse zakenman Michael Young in een landhuis dat eigendom is van Consolidated Gold Fields in Frome, Engeland. Speciale aandacht gaat uit naar de emotionele relatie tussen de blanke diplomaatschrijver Willie Esterhuyse en de toekomstige Zuid-Afrikaanse president Thabo Mbeki.

## Rolverdeling
| Acteur           | Personage                   |
| ---------------- | --------------------------- |
| William Hurt     | Professor Willie Esterhuyse |
| Chiwetel Ejiofor | Thabo Mbeki                 |
| Jonny Lee Miller | Michael Young               |
| Mark Strong      | Dr. Neil Barnard            |
| Clarke Peters    | Nelson Mandela              |
| John Kani        | Oliver Tambo                |
| Derek Jacobi     | Rudolph Agnew               |
| Timothy West     | Pieter Willem Botha         |
| Matthew Marsh    | Frederik Willem de Klerk    |
| Danny Scheinmann | Albie Sachs                 |
| Amelia Bullmore  | Gill                        |
| Faith Ndukwana   | Winnie Mandela              |

## Release
De film ging in première op 18 januari 2009 op het Sundance Film Festival. De film verscheen op 4 mei 2009 op de Britse zender Channel 4. Endgame verscheen in de Verenigde Staten op 25 oktober 2009 op de zender PBS en werd op 6 november 2009 uitgebracht in een beperkt aantal bioscoopzalen.

## Ontvangst
Op Rotten Tomatoes heeft Endgame een waarde van 71% en een gemiddelde score van 6,50/10, gebaseerd op 7 recensies. Op Metacritic heeft de film een gemiddelde score van 55/100, gebaseerd op 4 recensies.

## Prijzen en nominaties
Endgame won 1 prijs en ontving 15 nominaties, waarvan de belangrijkste:
| Jaar | Prijs               | Categorie                                      | Genomineerde(n)         | Uitslag     |
| ---- | ------------------- | ---------------------------------------------- | ----------------------- | ----------- |
| 2009 | Peabody Awards      | Beste televisiefilm                            | Beste televisiefilm     | Gewonnen    |
| 2009 | Satellite Awards    | Beste televisiefilm                            | Beste televisiefilm     | Genomineerd |
| 2009 | Satellite Awards    | Beste acteur in een televisiefilm of miniserie | William Hurt            | Genomineerd |
| 2010 | Emmy Awards         | Beste televisiefilm                            | David Aukin & Hal Vogel | Genomineerd |
| 2010 | Golden Globe Awards | Beste acteur in een miniserie of televisiefilm | Chiwetel Ejiofor        | Genomineerd |